# Castelo Penkill
O Castelo Penkill (em inglês:  Penkill Castle) é um castelo do século XVI localizado em Dailly, South Ayrshire, Escócia.

## História
O castelo sempre esteve na família Boyd, que adquiriu as terras circundantes no século XVI.
O castelo original consistia numa torre do século XVI com ampliações do século XVII, que tornou-se numa ruína em 1857, tendo sido depois profundamente restaurado e ter sido acrescentado uma nova ala.
Encontra-se classificado na categoria "A" do "listed building" desde 14 de abril de 1971.

## Estrutura
A torre possui três pisos e um sótão.